# Yoshihiro Hamaguchi
Yoshihiro Hamaguchi (Japón, 23 de junio de 1926-9 de agosto de 2011) fue un nadador japonés especializado en pruebas de estilo libre, donde consiguió ser subcampeón olímpico en 1952 en los 4x200 metros.

## Carrera deportiva
En los Juegos Olímpicos de Helsinki 1952 ganó la medalla de plata en los relevos de 4x200 metros estilo libre, con un tiempo 8:33.5 segundos, tras Estados Unidos (oro) y por delante de Francia (bronce); sus compañeros de equipo fueron los nadadores: Hiroshi Suzuki, Toru Goto y Teijiro Tanikawa.